# Попович Василь Семенович
Попович Василь Семенович («Довбуш», «Звук», «Кран»; 1920, с. Ямельниця Сколівського р-ну Львівської обл. — 14 листопада 1951, в лісі біля с. Козаківка Болехівської міськради Івано-Франківської обл.) — лицар Бронзового хреста заслуги УПА.

## Життєпис
Член ОУН з 1943 р., вдруге прийняв присягу 29.01.1948 р. Станичний провідник ОУН с. Ямельниця (?-1943), стрілець боївки охорони ГОСП (1943—1951) та особисто П. Федуна — «Полтави» (1945—1951). Загинув у криївці, застрелився, щоб не здатися живим у руки ворога. Старший вістун УПА (?); відзначений Бронзовим хрестом заслуги (30.07.1950).